# Lisa Ryzih

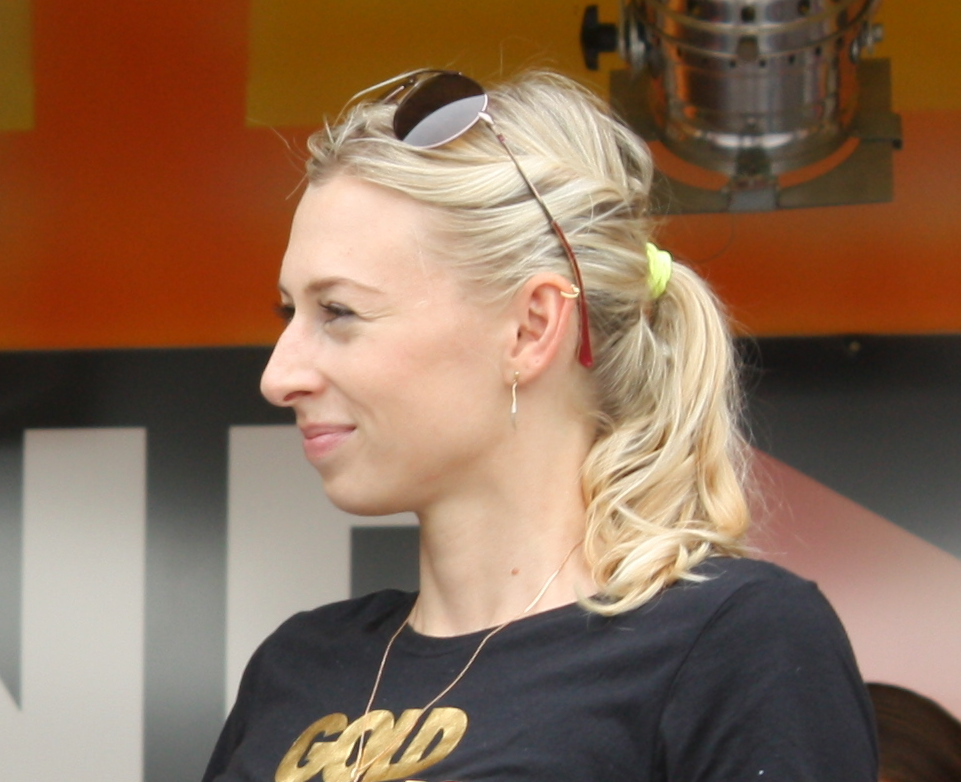
Lisa Ryzih 2012

Lisa Urban, geb. Ryzih [rɨ'ʒix], auch: Elizaveta, Geburtsname russisch Елизавета Владимировна Рыжих / Jelisaweta Wladimirowna Ryschich, (* 27. September 1988 in Omsk, Russische SFSR, Sowjetunion) ist eine ehemalige deutsche Stabhochspringerin.

## Leben
1992 kam sie als Aussiedlerin aus Sibirien mit ihrer Familie nach Ulm. Die Familie zog dann nach Zweibrücken, wo ihr Vater Vladimir Ryzih (russisch Владимир Рыжих / Wladimir Ryschich), ein früherer Stabhochspringer, ein Leistungszentrum für Frauenstabhochsprung aufbaute. Seit 2005 wohnt sie mit ihrer Familie in Sausenheim.
2020 nutzte sie die Corona-Pause, um ihre Doktorarbeit in Psychologie zu schreiben. Ihre Promotion zum Dr. phil erhielt sie 2021.
2021 wurden Aktfotos von ihr im deutschen Playboy veröffentlicht, wo sie zugleich Titel-Modell war.

## Berufsweg
Ab 2009 studierte Ryzih Psychologie an der Universität Koblenz-Landau in Landau. 2016 schloss sie ihr Studium als Diplom-Psychologin ab. Anschließend begann sie mit ihrer Doktorarbeit, welche sie 2021 mit dem Titel „Bewertung der eigenen sportlichen Leistung in Abhängigkeit von der psychologischen Distanz“ bei Henning Plessner an der Ruprecht-Karls-Universität Heidelberg erfolgreich verteidigte.

## Sportliche Laufbahn
Durch ihre Familie wurde sie wie ihre Schwester Nastja (heute Anastasija Steinbeck) an den Stabhochsprung herangeführt. Bevor sie sich aber voll auf den Stabhochsprung konzentrierte, betrieb sie als B-Jugendliche auch den Hürdenlauf. Lisa Ryzih bestritt schon mit elf Jahren ihren ersten Stabhochsprungwettkampf und begann als Zwölfjährige mit speziellem Training.
Den ersten internationalen Erfolg verbuchte sie bei den Jugendweltmeisterschaften 2003 in Sherbrooke, als sie mit 4,05 m zum Titel sprang. Im Jahr darauf gelang ihr auch bei den Juniorenweltmeisterschaften in Grosseto der Sieg mit einer Steigerung ihrer Bestleistung auf 4,30 m. Die Titelverteidigung im U18-Bereich 2005 in Marrakesch glückte ihr nicht, mit 4,05 m blieb ihr Rang fünf. Bei den Juniorenweltmeisterschaften 2006 in Peking kam sie auf den für sie enttäuschenden vierten Rang und blieb mit 4,00 m deutlich unter ihrer damaligen Bestleistung von 4,35 m vom 7. Juli 2006 in Mannheim. 2007 bestätigte sie diese Höhe, und 2008 verbesserte sie sich erneut, diesmal auf 4,50 m bei einem Wettkampf in Regensburg, wobei sie in der Halle im Februar 2008 in Donezk schon zwei Zentimeter höher gesprungen war. Bei den Deutschen Meisterschaften sprang sie 4,40 m und wurde Fünfte, mit der gleichen Höhe gelang ihr bei den Deutschen Meisterschaften 2009 als Dritte der Sprung aufs Siegerpodest, 2006 und 2007 war sie noch bei den Deutschen Jugendmeisterschaften gestartet und hatte jeweils den Titel geholt. Mit dem Gewinn des U23-Europameistertitels 2009 gelang ihr auch auf europäischer Ebene der erste Sieg.

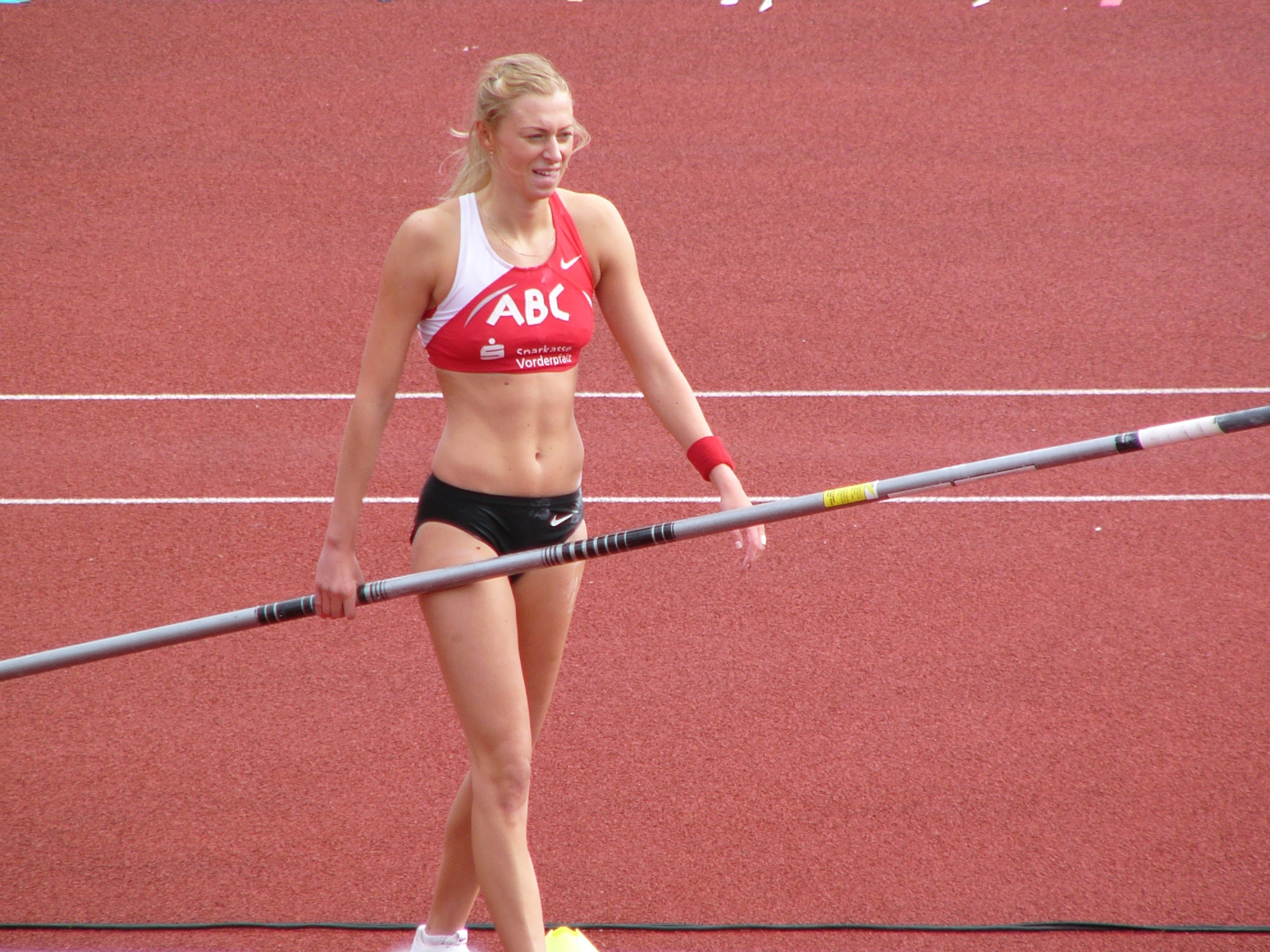
Lisa Ryzih bei den Deutschen Meisterschaften 2011

Ihre persönlichen Bestleistungen sowohl in der Halle als auch im Freien konnte sie 2010 erneut verbessern. In Karlsruhe gelang ihr am letzten Februartag bei den Deutschen Hallenmeisterschaften ein Sprung über 4,55 m, damit wurde sie Dritte hinter Carolin Hingst und Kristina Gadschiew. Sie steigerte ihre Freiluftbestleistung im Mai 2010 im polnischen Sopot auf 4,60 m, nur geschlagen von der höhengleichen Weltmeisterin Anna Rogowska. Dieselbe Höhe übersprang sie bei den Deutschen Meisterschaften und sicherte sich damit die Vizemeisterschaft und gleichzeitig die Qualifikation für die Europameisterschaften in Barcelona, wo sie die Bronzemedaille mit ihrem persönlichen Rekord von 4,65 m gewann. In der folgenden Hallensaison gewann sie zum ersten Mal den Titel bei den Deutschen Hallenmeisterschaften in Leipzig und verbesserte dabei ihre Hallenbestleistung auf dieselbe Höhe.
Bei den Europameisterschaften 2012 in Helsinki belegte Ryzih mit einer Höhe von 4,40 m den siebten Platz. Bei den Olympischen Spielen 2012 in London wurde sie mit 4,45 m Sechste, bei den Weltmeisterschaften 2013 in Moskau Achte. Bei den Europameisterschaften 2014 in Zürich verpasste sie nur knapp eine Medaille. Höhengleich mit der Zweiten und Dritten erreichte sie den vierten Platz.
2016 musste Ryzih die Hallensaison verletzungsbedingt vorzeitig beenden. Im Mai schaffte sie beim Diamond-League-Meeting in Rabat (Marokko) die Olympianorm für Rio 2016. Bei den Deutschen Meisterschaften in Kassel wurde sie mit 4,65 m Zweite. Bei den Europameisterschaften in Amsterdam wurde sie mit 4,70 m Vizeeuropameisterin. Am 19. Juli verbesserte Ryzih beim 22. Jockgrimer Stabhochsprung-Meeting ihre persönliche Bestleistung auf 4,73 m. 2017 wurde Ryzih in Leipzig mit 4,65 m Deutsche Hallenmeisterin und in Erfurt mit 4,70 m Deutsche Meisterin. International war sie in Belgrad mit persönlicher Bestleistung von 4,75 m Hallenvizeeuropameisterin geworden. Bei den Weltmeisterschaften 2017 in London verpasste sie dagegen knapp eine Medaille.
2018 holte sich Ryzih bei den Deutschen Hallenmeisterschaften in Dortmund mit 4,46 m den Vizemeistertitel. Wegen eines Teilrisses an der Achillessehne musste sie auf die Sommersaison verzichten, womit sie nicht nur die Deutschen Meisterschaften, sondern vor allem auch die Heimeuropameisterschaften in Berlin verpasste. 2019 wurde Ryzih jeweils mit 4,60 m zum vierten Mal Deutsche Hallenmeisterin als auch zum vierten Mal Deutsche Meisterin im Freien. Mit der gleichen Höhe zog sie ins Finale der Weltmeisterschaften in Doha ein, wo sie allerdings mit 4,50 m den 17. Platz belegte. 2020 hatte sie ihren ersten Wettkampf im tschechischen Ostrava bei der Czech Indoor Gala, wo sie 4,44 m übersprang. Zweieinhalb Wochen später wurde Ryzih zum fünften Mal Deutsche Hallenmeisterin mit übersprungenen 4,45 m.
Die Teilnahme an den Spielen der XXXII. Olympiade in Tokio 2021 sagte Ryzih, die als einzige Deutsche im Stabhochsprung nominiert war, aus gesundheitlichen Gründen ab. Im August 2022 beendete sie ihre Karriere.

## Vereinszugehörigkeiten und Trainer
Lisa Ryzih startet seit 2004 für ABC Ludwigshafen und war zuvor beim LAZ Zweibrücken. Sie wird von ihrem Vater trainiert.

## Ehrungen
- Ryzih wurde zur Sportlerin des Jahres 2010 in Rheinland-Pfalz gewählt.

## Persönliche Bestleistungen
- Freiluft: 4,73 m, 19. Juli 2016, Jockgrim
- Halle: 4,75 m, 4. März 2017, Belgrad